# Bernd Wolfarth
Bernd Wolfarth (* 10. November 1965 in Freiburg im Breisgau) ist ein deutscher Sportmediziner und Hochschullehrer.

## Leben
Wolfarth schloss 1984 seine Schulbildung mit dem Abitur am Geschwister-Scholl-Gymnasium in Waldkirch ab, nach dem Zivildienst im Universitätsklinikum Freiburg nahm er 1986 an der Albert-Ludwigs-Universität Freiburg ein Studium der Humanmedizin auf, welches er 1992 mit dem dritten Staatsexamen beendete. Sein praktisches Jahr absolvierte er von 1991 bis 1992 im Kreiskrankenhaus Bretten bei Pforzheim, von 1992 bis 1994 war er am Pathologischen Institut in Freiburg als Arzt im Praktikum tätig. Während dieser Zeit, nämlich 1993, schloss er bei Joseph Keul an der Albert-Ludwigs-Universität Freiburg seine Doktorarbeit in der Medizin (Thema: „Zur Regeneration im Ausdauersport“) mit dem Prädikat „magna cum laude“ ab.
Dass Keul eng mit Doping in Verbindung gebracht wird und dessen von 1985 bis 1993 laufendes Forschungsprojekt „Regeneration und Testosteron“, in dessen Rahmen Wolfarth seine Dissertation verfasste, als „herausragendes Fallbeispiel für die Geschichte des Dopings in Westdeutschland“ bezeichnet wurde, brachte auch Wolfarth in die Kritik. In einem Artikel der Süddeutschen Zeitung im August 2013 wird Wolfarth mit den Worten zitiert: „Schade, dass ich nicht über ein anderes Thema promoviert habe“. Probanden Testosteronspritzen gesetzt zu haben, bestreitet Wolfarth, eine Beteiligung an der Probanden-Akquise wies er in erwähntem Artikel zurück, sei aber an immunologischen Untersuchungen beteiligt gewesen und habe Athleten Blut abgenommen. „Heute würde ich mich daran nicht mehr beteiligen. (…) Ich war nie in Diskussionen involviert, in denen aktive Dopingpraktiken thematisiert wurden“, sagte er 2013 gegenüber der Süddeutschen Zeitung rückblickend. Er sei als Student an der Studie beteiligt gewesen und habe seine Doktorarbeit zu diesem Thema erst einige Jahre später veröffentlicht, so Wolfarth im November 2012. In einem Bericht von derwesten.de betonte er, über die Hintergründe der Studie könne man streiten, andererseits habe es sich um eine Studie gehandelt, die von ministerieller Seite und von der Ethikkommission der Universität genehmigt worden sei. „Als Medizinstudent habe ich mich nach bestem Wissen und Gewissen damit auseinandergesetzt. Dazu stehe ich auch“, wird Wolfarth in betreffendem Bericht zitiert. Wolfarth gehörte zu den Unterzeichnern der Erklärung „Doping im Leistungssport in Westdeutschland“ aus dem Dezember 2011, die in der Deutschen Zeitschrift für Sportmedizin erschien und in der Sportmediziner unter anderem „das Festhalten am Einsatz anaboler Steroide unter ärztlicher Kontrolle über die Verbotszeitpunkte hinaus bis in die 1980er Jahre“ als auch „die Durchführung von Studien über Wirkungen und Nebenwirkungen von anabolen Steroiden an aktiven Wettkampfsportlern und die Verharmlosung der Nebenwirkungen als gering und vorübergehend“ als „nicht zu rechtfertigen“ einstuften.
1994 erhielt Wolfarth seine Approbation als Arzt, von 1994 bis 1995 arbeitete er als Assistenzarzt am Pathologischen Institut der Universitätsklinik Freiburg.
1995 und 1996 legte er an der kanadischen Universität Laval in Québec einen Forschungsaufenthalt ein. Zwischen 1996 und 2003 arbeitete Wolfarth als Assistent in der Abteilung Präventive und Rehabilitative Sportmedizin der Albert-Ludwigs-Universität Freiburg, 2003 wurde er Facharzt für Innere Medizin und für Sportmedizin.
2003 trat er eine Stelle als Leitender Oberarzt der Abteilung Präventive und Rehabilitative Sportmedizin am Klinikum rechts der Isar an, 2011 schloss er seine Habilitation im Fachgebiet Innere Medizin ab, das Thema seiner Arbeit lautete: „Die Bedeutung der Genetik für die körperliche Leistungsfähigkeit unter besonderer Berücksichtigung gesundheitsrelevanter Phänotypen“. Ihm wurde damit die Lehrbefugnis für das Fach Innere Medizin erteilt. Bereits ab 2009 war er an einer Zusammenarbeit zwischen der Technischen Universität München (TU München) und dem Institut für Angewandte Trainingswissenschaft (IAT) Leipzig beteiligt, am 1. Juli 2009 trat er beim IAT die Leitung Fachbereichs Sportmedizin an. Bis 2014 hielt Wolfarth an der TU München in den Fächern Medizin und Sportwissenschaft Vorlesungen zum Thema Sportmedizin, betreute Doktorarbeiten in der Innere Medizin sowie in der Sportmedizin.
2014 wechselte Wolfarth nach Berlin und wurde dort Ordinarius für Sportmedizin an der Humboldt-Universität sowie Leiter der Abteilung Sportmedizin der Charité Universitätsmedizin Berlin, 2018 wurde er geschäftsführender Direktor des Instituts für Sportwissenschaft der Humboldt-Universität zu Berlin. Die Kooperation mit dem IAT Leipzig wurde ab 2014 mit der Charité Universitätsmedizin Berlin fortgesetzt.
Als Sportarzt betreute Wolfarth ab 1993 die Mitglieder der deutschen Biathlon-Nationalmannschaft bei Olympischen Winterspielen, Weltmeisterschaften und Weltcup-Wettkämpfen, ab 2000 war er im Deutschen Skiverband leitender Arzt für die Disziplin Biathlon. Zwischen 2003 und 2015 war er innerhalb der Nationalen Anti-Doping Agentur Deutschland Mitglied der Arbeitsgemeinschaft „Medizin und Analytik“. Als Internist und Arzt am Olympiastützpunkt Bayern betreute er ab 2004 Athleten wie Felix Neureuther, Felix Loch, Tobias Angerer, Magdalena Neuner, Michael Greis und Georg Späth.
Bei der Fußball-Weltmeisterschaft 2006 in Deutschland war Wolfarth für die FIFA leitender Arzt des Spielortes München, bei den Sommerspielen 2008 in Peking fungierte er als Olympiaarzt des Deutschen Olympischen Sportbundes (DOSB) und Stellvertreter des leitenden Olympiaarztes, bei den Winterspielen 2010 in Vancouver war Wolfarth als leitender Arzt der deutschen Olympiamannschaft im Einsatz.
Im Dezember 2010 übernahm er den Vorsitz der Medizinischen Expertenkommission des Deutschen Olympischen Sportbundes, Anfang 2011 wurde er zum leitenden Olympiaarzt des DOSB für Sommer- und Winterspiele berufen. Bei den Olympischen Spielen 2012 in London, 2014 in Sotschi, 2016 in Rio de Janeiro und 2018 in Pyeongchang war Wolfarth abermals leitender Olympiaarzt der deutschen Mannschaft.
Im November 2015 wurde er stellvertretender Vorsitzender der Deutschen Gesellschaft für Sportmedizin und Prävention (DGSP) und im Juli 2016 zum Sportbeauftragten der Ärztekammer Berlin ernannt. Im März 2019 trat Wolfahrt bei der DGSP das Amt des Vorsitzenden an.

### Forschung
Wolfarths Forschungsschwerpunkte liegen in den Bereichen „Genetische Voraussetzungen der körperlichen Leistungsfähigkeit und Trainierbarkeit“, in der präventiven und rehabilitativen Sportmedizin, im Gebiet der genetischen Grundlagen der maximalen Sauerstoffaufnahmefähigkeit, der genetischen Prädisposition für sportorientierte Therapieprogramme, in der Erforschung von Bewegungsprogrammen für übergewichtige Kinder, den Bereichen „Infekte und Sport“ sowie „Kardiale Anpassung an körperliches Training“.

### Auszeichnungen
- 2001: Otto-Wolff von Amerongen-Preis für herausragende Forschungsarbeiten im Bereich der Sportwissenschaft/Sportmedizin (Bereich Molekulargenetik)
- 2003: Posterpreis der Deutschen Gesellschaft für Sportmedizin und Prävention
- 2005: Hanns Schoberth Preis für herausragende wissenschaftliche Leistungen auf dem Gebiet der Sportmedizin
- 2009: Messner-Preis für die beste wissenschaftliche Publikation im Skandinavischen Journal für Medizin und Sportwissenschaft des Jahres 2008
- 2012: Internationaler Prinz-Faisal-Bin-Fahad-Preis für Sportentwicklungsforschung